# Kaplica na Podchełmiu
Kaplica pw. Najświętszego Serca Pana Jezusa na Podchełmiu – kaplica rzymskokatolicka znajdująca się w diecezji tarnowskiej w dekanacie Grybów, Parafia Grybów. Zbudowana w 1934 przez braci ks. Ignacego i ks. Bernardyna Dziedziaków.

## Historia
Kaplica pw. Najświętszego Serca Pana Jezusa zbudowana w 1934 przez braci ks. Ignacego i ks. Bernardyna Dziedziaków. W czasie II wojny światowej Podchełmie było terenem działania partyzantów, nieraz też przychodzili do tego kościółka na mszę św., dlatego Niemcy nazwali go „Banditen Kirche – kościół bandytów”. Dla upamiętnienia ofiar wojny, w 1984 ustawiono obok tego kościółka pomnik, wzniesiony ku czci pomordowanych w czasie II wojny światowej mieszkańców ziemi grybowskiej, proj. prof. Bronisław Chromy z Krakowa według koncepcji Witolda Popławskiego, wyk. w pracowni inż. Sapa w Tarnowie.

## Architektura
Kościół drewniany, modrzewiowy, kryty blachą, z sobotami, otoczony góralskim płotem wykładanym gontami, w otoczeniu starych lip. Jednonawowy z prostokątnym prezbiterium zakończonym trójbocznie, do którego przylegają symetrycznie dwie zakrystie. We frontową ścianę wtopiona wieża w stylu góralskim zakończona kopulasto, do niej przylega przedsionek. Dach siodłowy. Wnętrze drewniane, nakryte stropem płaskim. Ołtarze architektoniczne, z obrazem Najświętszego Serca Jezusa, Niepokalanej i św. Józefa. W oknach witraże.

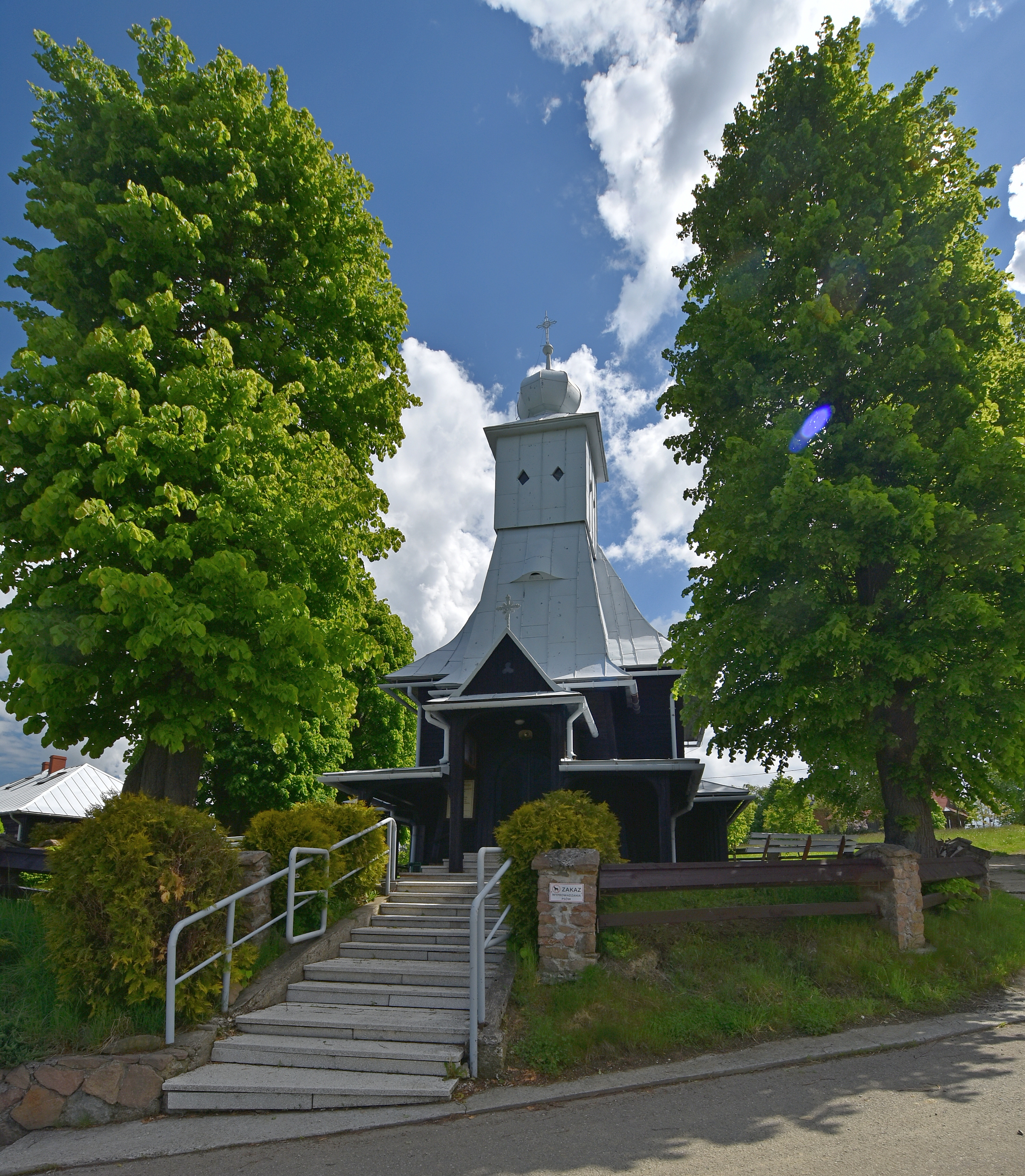
Elewacja frontowa
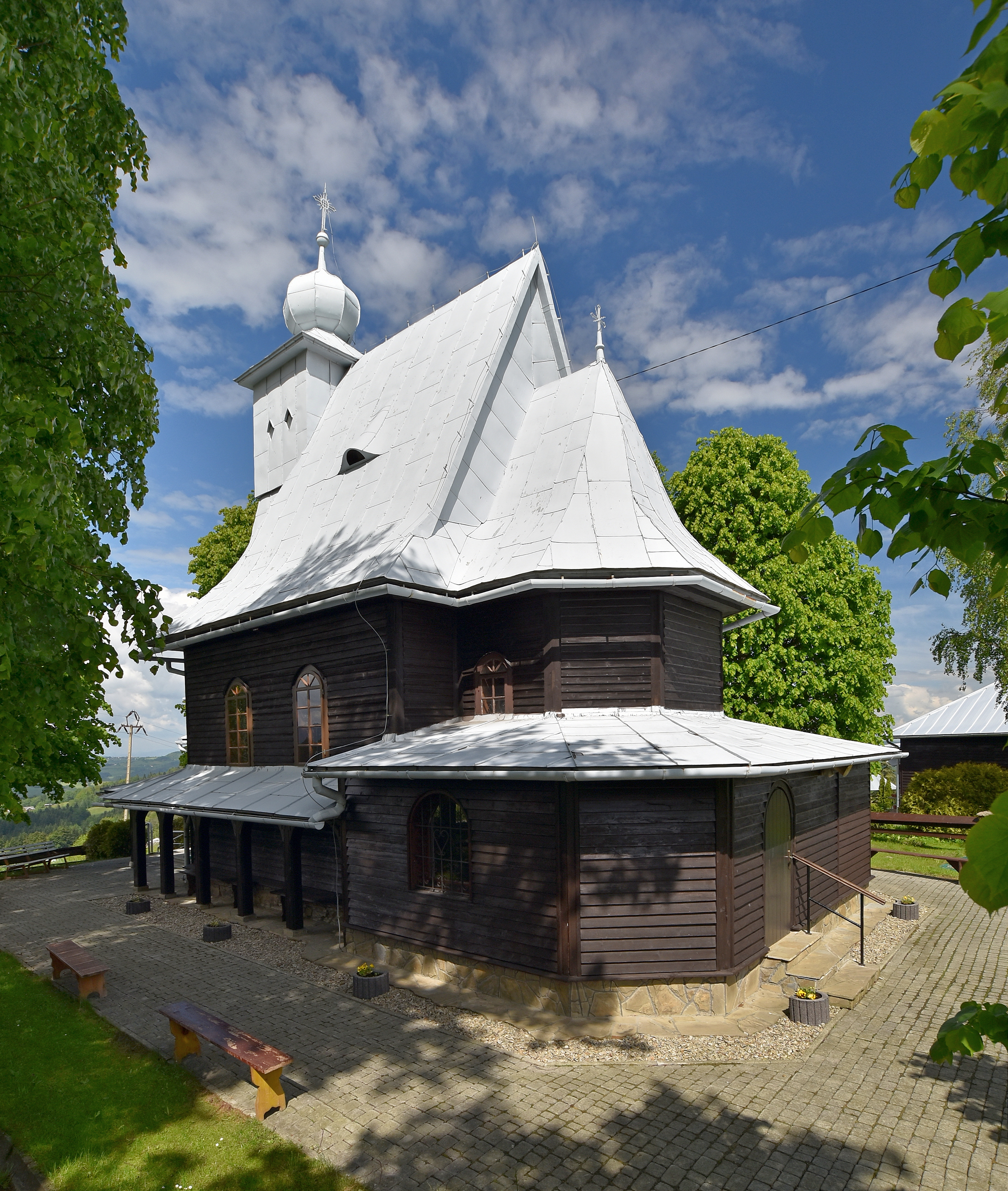
Widok od strony prezbiterium
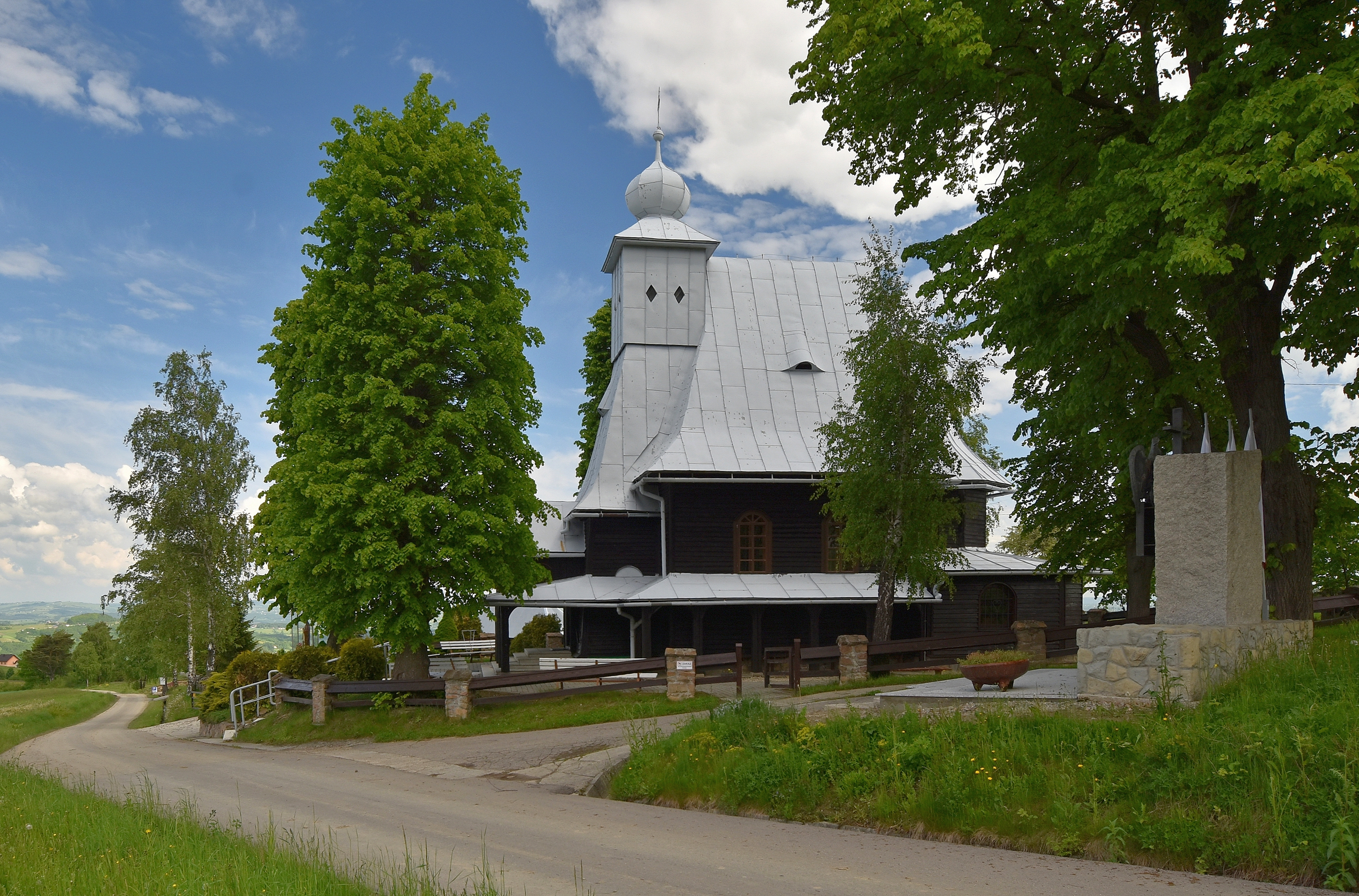
Widok ogólny
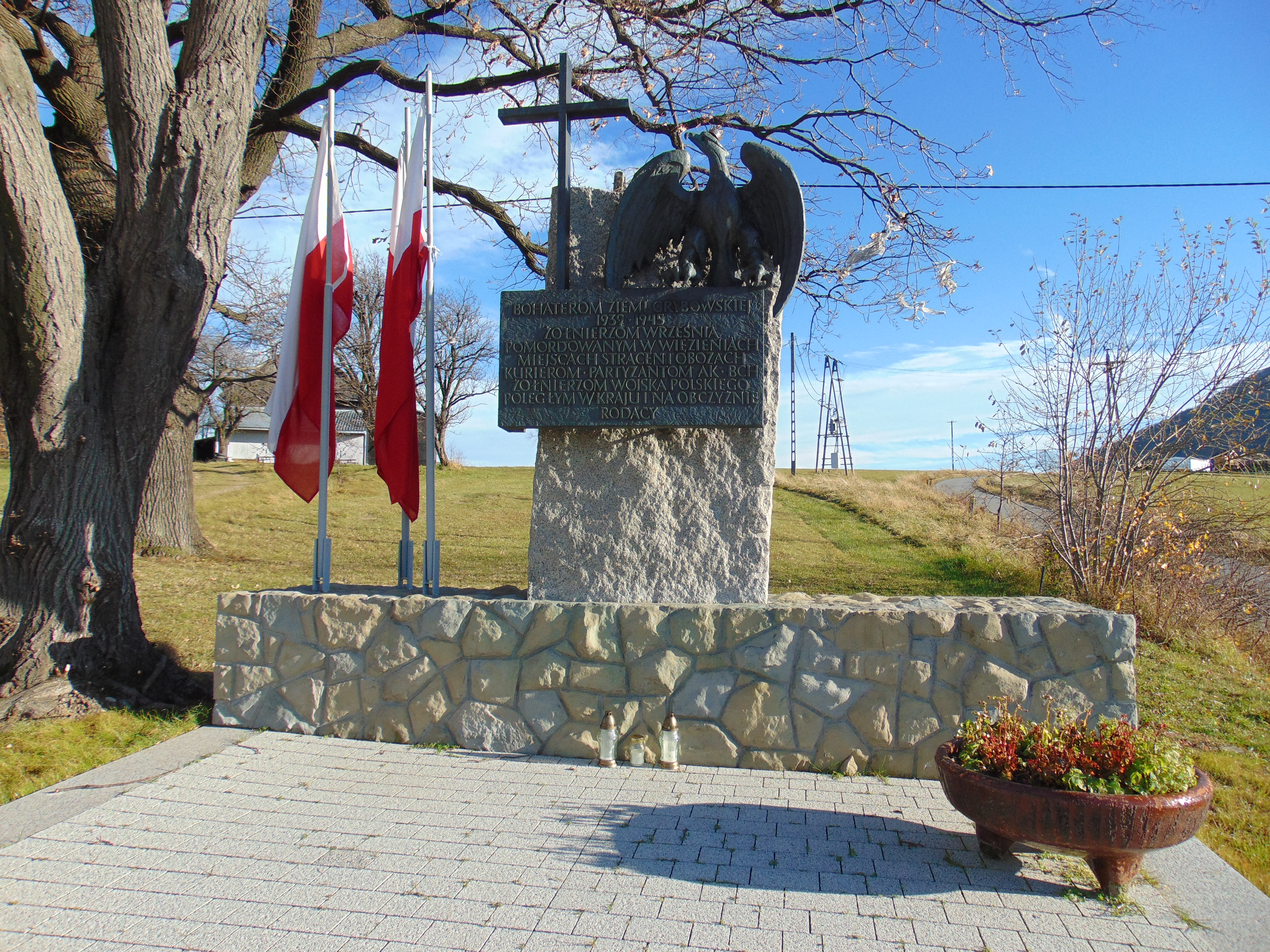
Pomnik obok kaplicy

## Napisy
- Pomnik: Na podwyższeniu znajduje się duży blok granitowy, a na nim krzyż, orzeł zrywający się do lotu i tablica z napisem „Bohaterom Ziemi Grybowskiej 1939-1945, żołnierzom września, pomordowanym w więzieniach, miejscach straceń i obozach, kurierom, partyzantom AK i BCh, żołnierzom Wojska Polskiego, poległym w kraju i na obczyźnie” – Rodacy.
- W kościółku, na ścianie, znajduje się drewniana tablica z napisem: „Ks. dr Ignacy Dziedziak – 1904-1968. Prałat domowy, profesor Seminarium Duchownego, oficjał Sądu Diecezjalnego w Tar- nowie. Fundator i budowniczy tego kościoła. Ofiarny duszpasterz Podchełmia. Wielki Polak. Duchowy opiekun partyzantów AK – w 600-lecie Jasnej Góry – wdzięczny lud Ziemi Grybowskiej”.